# Danané
 Danané è una città, sottoprefettura e comune della Costa d'Avorio, situata nella regione di Tonkpi. È capoluogo dell'omonimo dipartimento e conta una popolazione di 104 672 abitanti (censimento 2014). 

## Geografia
La città si trova a 25 chilometri a est del confine con la Liberia, a 30 chilometri a sud del confine con la Guinea e a 45 chilometri a sud-est del triplice confine Guinea-Costa d'Avorio-Liberia.